# Be Like That
«Be Like That» (en español: Ser así) es una canción de la banda de post-grunge estadounidense 3 Doors Down. Fue lanzada en mayo de 2001 como el cuarto sencillo de su álbum debut: The Better Life.
La power ballad alcanzó el puesto número 24 en la Billboard Hot 100 de los Estados Unidos, para la semana que terminó el 10 de noviembre. Una versión de la canción con cambios líricos menores se hizo para la película American Pie 2 y apareció en la banda sonora.

## Historia
El cantante Brad Arnold dijo: «Esta canción fue extraña, porque escribí los versos y los coros en dos momentos completamente diferentes. Y no podía pensar en el verso para el coro, o el coro para el verso. Siempre canto en mi vehículo de camino a casa después de la práctica de la banda y una noche estaba sentado allí cantando, y junté esos dos, y yo estaba como, Duh. Y como dije, no toco la guitarra en absoluto. Pero puedo simplemente sentarme y picotear un pollo una nota o algo así. Fui a casa y conseguí una estructura de tres acordes para la melodía de la misma y la llevé a practicar al día siguiente. Le pedí a Chris [Henderson] que hiciera algo con eso y regresó al día siguiente y lo tuvo, y simplemente fue desde allí. Pero esa canción es realmente sobre seguir tus sueños. Y sé que todo el mundo los tiene. Sin embargo, no se trata solo de seguir tus sueños. Es un poco sobre sueños que te has perdido y un poco de noción de arrepentimiento, también».
La persona en el primer verso de la canción es ficticia y Arnold lo dejó abierto a la interpretación sobre si esa persona es mayor o menor. Él dijo: «La diferencia en una buena canción y una gran canción, para mí, es la diferencia en un buen libro y una buena película: ambos te están contando la misma historia. Ambos tienen el mismo resultado. Pero mientras que la película te dice exactamente qué ver y ser escuchado, el libro te permite ver lo que se te ocurra y lo hace mucho más aplicable a tu vida de muchas maneras».
El segundo verso de la canción hace referencia a Northpark Mall en Ridgeland, un condado de Misisipi adyacente a su ciudad natal y un lugar que la banda frecuentó durante su juventud.

## Videoclip

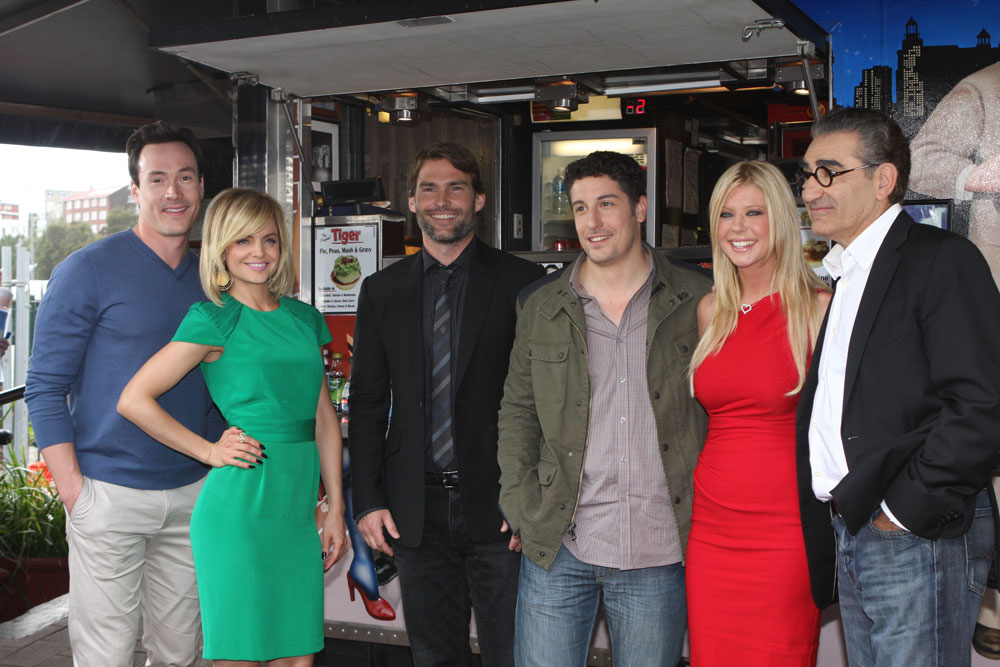
La canción se usó para la película American Pie 2.

El video musical fue dirigido por Liz Friedlander y se usó el campamento Tall Oaks, el mismo donde American Pie 2 localizó al campamento musical de Michelle.
Muestra a la banda sobre el escenario en un bosque,  alumnos de secundaria; quienes están en su acampada de último año; van arribando al campamento y a la noche 3 Doors Down toca para ellos.
El videoclip fue subido a YouTube de manera oficial en noviembre de 2009 y contaba más de 24 millones de visualizaciones en diciembre de 2021.

### American Pie 2
Una versión alternativa fue hecha, también por Friedlander, con escenas de American Pie 2 a lo largo del video.
Revela que algunos alumnos ven la película en computadoras portátiles y reproductores de DVD portátiles durante la tarde y a la noche todas la miran mediante un proyector cinematográfico sonrientes.
El videoclip fue subido a YouTube por 3 Doors Down en diciembre de 2009 y contaba más de 3.1 millones de visualizaciones en diciembre de 2021.

## Legado
Se interpretó por primera vez en vivo el 10 de abril de 2000 en los estudios WAAF en Westborough, un pueblo de Massachusetts. Hasta el 1 de abril de 2019, se ha interpretado 277 veces y esto la convierte en la décima canción más interpretada por 3 Doors Down.
| Listas (2001)                        | Posición |
| ------------------------------------ | -------- |
| UK Singles (OCC)                     | 144      |
| Reino Unido (UK Rock & Metal)        | 12       |
| Estados Unidos (Billboard Hot 100)   | 24       |
| Estados Unidos (Adult Top 40)        | 5        |
| Estados Unidos (Alternative Airplay) | 22       |
| Estados Unidos (Mainstream Top 40)   | 14       |
| Estados Unidos (Mainstream Rock)     | 10       |

| Lista (2001)         | Posición |
| -------------------- | -------- |
| US Billboard Hot 100 | 96       |